# Nasza Kompanija Astana
Nasza Kompanija Astana (kaz. Наша Компания Астана Футбол Клубы) – kazachski klub piłkarski z siedzibą w Astanie.

## Historia
Chronologia nazw:
- 1997–1998: Nasza Kompanija Akmoła (kaz. Наша Компания Ақмола)
- 2000–2001: Nasza Kompanija Astana (kaz. Наша Компания Астана)

Klub został założony w 1997 jako Nasza Kompanija Akmoła i debiutował w Birinszi liga. Zajął 1. miejsce w strefie wschodniej, a w turnieju finałowym tylko 4. miejsce. Ale tak jak zwycięzca z przyczyn finansowych zrezygnował z gry w najwyższej lidze, a 3. miejsce zajęła druga drużyna Kajratu, to klub otrzymał prawo w następnym sezonie występować w Wysszej Lidze. Po zakończeniu sezonu 1998, w którym zajął 12. miejsce klub został rozformowany. Po roku przerwy w 2000 ponownie startował w Birinszi liga, w której najpierw zajął 1. miejsce w strefie centralnej, a potem w turnieju finałowym tylko 3. miejsce. Ale tak jak najwyższa liga została poszerzona to klub zdobył awans do Wysszej Ligi. A już na początku 2001 połączył się z Batyrem Ekibastuz i pod nazwą Ekibastuziec-NK Astana kontynuował tradycje ekibastuzkiego klubu.

## Sukcesy
- Kazachska Premier Liga: 12. miejsce (1998)
- Puchar Kazachstanu: 1/8 finalista (1997/98)